# 1936-os indianapolisi 500
A 24. alkalommal megrendezett Indianapolisi 500 mérföldes versenyt 1936. május 30-án rendezték meg.
| Helyezés | Rajthely | Rajtszám | Versenyző        | Qual    | Rank | Körök száma | Élen | Kiesés oka     |
| -------- | -------- | -------- | ---------------- | ------- | ---- | ----------- | ---- | -------------- |
| 1        | 28       | 8        | Louis Meyer      | 114.171 | 18   | 200         | 96   | Running        |
| 2        | 11       | 22       | Ted Horn         | 116.564 | 8    | 200         | 16   | Running        |
| 3        | 4        | 10       | Doc MacKenzie    | 116.961 | 5    | 200         | 0    | Running        |
| 4        | 30       | 36       | Mauri Rose       | 113.890 | 21   | 200         | 0    | Running        |
| 5        | 3        | 18       | Chet Miller      | 117.675 | 3    | 200         | 0    | Running        |
| 6        | 25       | 41       | Ray Pixley       | 116.703 | 7    | 200         | 0    | Running        |
| 7        | 9        | 3        | Wilbur Shaw      | 117.503 | 4    | 200         | 51   | Running        |
| 8        | 14       | 17       | George Barringer | 112.700 | 27   | 200         | 0    | Running        |
| 9        | 32       | 53       | Zeke Meyer       | 111.476 | 30   | 200         | 0    | Running        |
| 10       | 5        | 38       | George Connor    | 116.269 | 9    | 200         | 0    | Running        |
| 11       | 12       | 35       | Freddy Winnai    | 116.221 | 10   | 199         | 0    | Flagged        |
| 12       | 24       | 9        | Ralph Hepburn    | 112.673 | 28   | 196         | 0    | Flagged        |
| 13       | 27       | 28       | Harry McQuinn    | 114.118 | 19   | 196         | 0    | Out of gas     |
| 14       | 10       | 7        | Shorty Cantlon   | 116.912 | 6    | 194         | 0    | Out of gas     |
| 15       | 1        | 33       | Rex Mays         | 119.644 | 1    | 192         | 12   | Out of gas     |
| 16       | 23       | 54       | Doc Williams     | 112.837 | 26   | 192         | 0    | Out of gas     |
| 17       | 29       | 32       | Lou Moore        | 113.996 | 20   | 185         | 0    | Out of gas     |
| 18       | 33       | 19       | Emil Andres      | 111.455 | 31   | 184         | 0    | Flagged        |
| 19       | 15       | 4        | Floyd Roberts    | 112.403 | 29   | 183         | 0    | Out of gas     |
| 20       | 20       | 14       | Frank Brisko     | 114.213 | 17   | 180         | 0    | Out of gas     |
| 21       | 17       | 12       | Al Miller        | 116.138 | 11   | 119         | 0    | Crash FS       |
| 22       | 7        | 42       | Cliff Bergere    | 113.377 | 22   | 116         | 0    | Engine support |
| 23       | 26       | 15       | Deacon Litz      | 115.997 | 13   | 108         | 0    | Crankshaft     |
| 24       | 2        | 21       | Babe Stapp       | 118.945 | 2    | 89          | 25   | Crankshaft     |
| 25       | 19       | 5        | Billy Winn       | 114.648 | 16   | 78          | 0    | Crankshaft     |
| 26       | 22       | 52       | Frank McGurk     | 113.102 | 24   | 51          | 0    | Crankshaft     |
| 27       | 8        | 27       | Louis Tomei      | 111.078 | 33   | 44          | 0    | Engine support |
| 28       | 6        | 44       | Herb Ardinger    | 115.082 | 15   | 38          | 0    | Felfüggesztés  |
| 29       | 18       | 6        | Chet Gardner     | 116.000 | 12   | 38          | 0    | Kuplung        |
| 30       | 16       | 43       | Jimmy Snyder     | 111.291 | 32   | 21          | 0    | Oil leak       |
| 31       | 21       | 47       | Johnny Seymour   | 113.169 | 23   | 13          | 0    | Kuplung        |
| 32       | 31       | 46       | Fred Frame       | 112.877 | 25   | 4           | 0    | Piston         |
| 33       | 13       | 2        | Bill Cummings    | 115.939 | 14   | 0           | 0    | Kuplung        |